# Elymus sinoflexuosus
Elymus sinoflexuosus är en gräsart som beskrevs av Shou Liang Chen och Guang Hua Zhu. Elymus sinoflexuosus ingår i släktet elmar, och familjen gräs. Inga underarter finns listade i Catalogue of Life.